# Дрогоювка
Дрогоювка (пол. Drogojówka) — село в Польщі, у гміні Тріщани Грубешівського повіту Люблінського воєводства.
Населення — 123 особи (2011).
У 1975-1998 роках село належало до Замойського воєводства.

## Демографія
Демографічна структура станом на 31 березня 2011 року:
|          | Загалом | Допрацездатний вік | Працездатний вік | Постпрацездатний вік |
| -------- | ------- | ------------------ | ---------------- | -------------------- |
| Чоловіки | 70      | 14                 | 43               | 13                   |
| Жінки    | 53      | 8                  | 28               | 17                   |
| Разом    | 123     | 22                 | 71               | 30                   |